# Anne-Marie Renaud de Saint Georges
Anne-Marie Renaud de Saint Georges, née Paule-Marie-Anne Parent le 16 avril 1913 à Brest et morte le 9 octobre 1997 à Cannes, est une résistante, déportée et femme de lettres française. Son recueil de poèmes de déportation, Terre de détresse, reçoit le prix Jacques-Normand en 1945.

## Biographie

### Jeunesse
Née à Brest le 16 avril 1913 du mariage de Paul-Victor-François Parent, polytechnicien et ingénieur principal de l'artillerie navale, et de Francisque-Andrée-Marcelle Nicolas, Anne-Marie Parent est issue d'une famille cultivant les lettres depuis plusieurs générations. À 25 ans, elle épouse, le 4 octobre 1938, à la mairie du 16e arrondissement de Paris, Serge Renaud de Saint Georges (1909-1999), directeur d'un garage automobile parisien, issu d'une ancienne famille de la bourgeoisie de Bourgogne.

### Résistance
Le couple est présenté en août 1941 à Gilbert Renault, futur colonel Rémy, entré dans la clandestinité, et rejoint la Confrérie Notre-Dame, où Anne-Marie et Serge figurent dès décembre 1941 parmi les premiers membres de la centrale parisienne. Serge, sous le nom de «Jasmin», prend l'importante responsabilité de la logistique du réseau en Île-de-France pendant qu'Anne-Marie, devenue «Annette», s'occupe du courrier et de la rediffusion, par liaison radio, vers le BCRA de Londres. Annie devient également la collaboratrice de Pierre Brossolette, que lui a présenté le colonel Rémy.
Appréhendé à la suite des dénonciations qui déciment le réseau pendant l'été 1942, Serge est pris le 2 août 1942, et sera déporté au camp d'Oranienbourg. Poursuivant son activité de résistance, Annie est de son côté arrêtée le 11 septembre 1942.

### La déportation
Incarcérée successivement à la prison de Fresnes, à la Santé puis au fort de Romainville, Annie Renaud de Saint Georges est déportée en avril 1943 à Ravensbrück, camp de concentration pour femmes situé dans le Brandebourg. Simone Saint-Clair dira d'elle qu'elle fut de celles qui l'accueillirent avec « une grâce souriante, dont elle ne se départit que bien rarement pendant l'année terrible que nous devions vivre ensemble dans ce lieu infernal ». Elle y est désignée comme « disponible », c'est-à-dire corvéable pour des travaux à toute heure du jour et de la nuit : terrassement, chargement de péniche, vidage d'ordures, assèchement des marais... C'est à cette période qu'elle compose les poésies qui formeront le recueil Terre de détresse.
En avril 1945, elle fait partie, avec Isabelle et Maisie Renault, Jacqueline Pery d'Alincourt, Christiane de Cuverville, la comtesse de Gontaut-Biron et sa fille Béatrix, Jeanne de Berthier, Jacqueline Lelong, Gabrielle Tritz et Colette de Dumast des otages retenues par le commandant du camp de Ravensbrück dans le cadre de ses négociations avec le comte Bernadotte. Toutes sont finalement libérées et envoyées en Suède, d'où elles peuvent, à la Libération, rentrer en France. Anne-Marie rejoint sa patrie en juillet 1945, plus de deux années après sa déportation, recevant le 1er septembre 1945 une citation du général de Gaulle.

### Après-guerre
Ayant promis à Denyse Clairouin, qu'elle avait connue dans la Résistance et qui fut sa compagne de captivité à Ravensbrück, de poursuivre son œuvre littéraire après sa disparition, elle devient directrice de son agence en 1945, fondant en sa mémoire le prix Denyse-Clairouin, destiné à récompenser tous les ans les meilleures traductions d'ouvrages étrangers.
La découverte de ses poésies de déportation lui vaut de recevoir le prix Jacques-Normand de 1945, décerné par la Société des gens de lettres.
En parallèle, elle connaît une courte et féconde période littéraire, signant des traductions remarquées d'auteurs anglo-saxons, comme William Somerset Maugham, dont elle est l'amie, et dirige la collection policière "Les Trois Léopards" aux éditions Delmas.
S'éloignant de France à la suite de difficultés conjugales, Anne-Marie Renaud s'engage dans l'Armée française comme reporter militaire en Inde puis en Indochine. Elle y sera décorée de la médaille militaire.

### Du souvenir à la transmission
Elle s'investit à sa retraite dans les associations de souvenir de la Résistance, à Nice puis à Cannes où elle retrouve son mari, contribuant notamment à la création du Concours national de la résistance et de la déportation, qu'elle préside de 1980 à 1986.
Elle meurt à Cannes le 9 octobre 1997, entourée de sa famille. Un hommage solennel est lu par le général Hugo Geoffrey, héros de Bir-Hakeim, en présence d'une nombreuse assistance.

## Distinctions
- Chevalier de la Légion d'honneur[9][Quand ?]
- Médaille militaire[9][Quand ?]
- Croix de guerre 1939–1945, palme de bronze (1er septembre 1945)[9]
- Médaille de la Résistance française (décret du 31 mars 1947)[10]
- Prix Jacques-Normand (1945)